# Flatlands (Brooklyn)

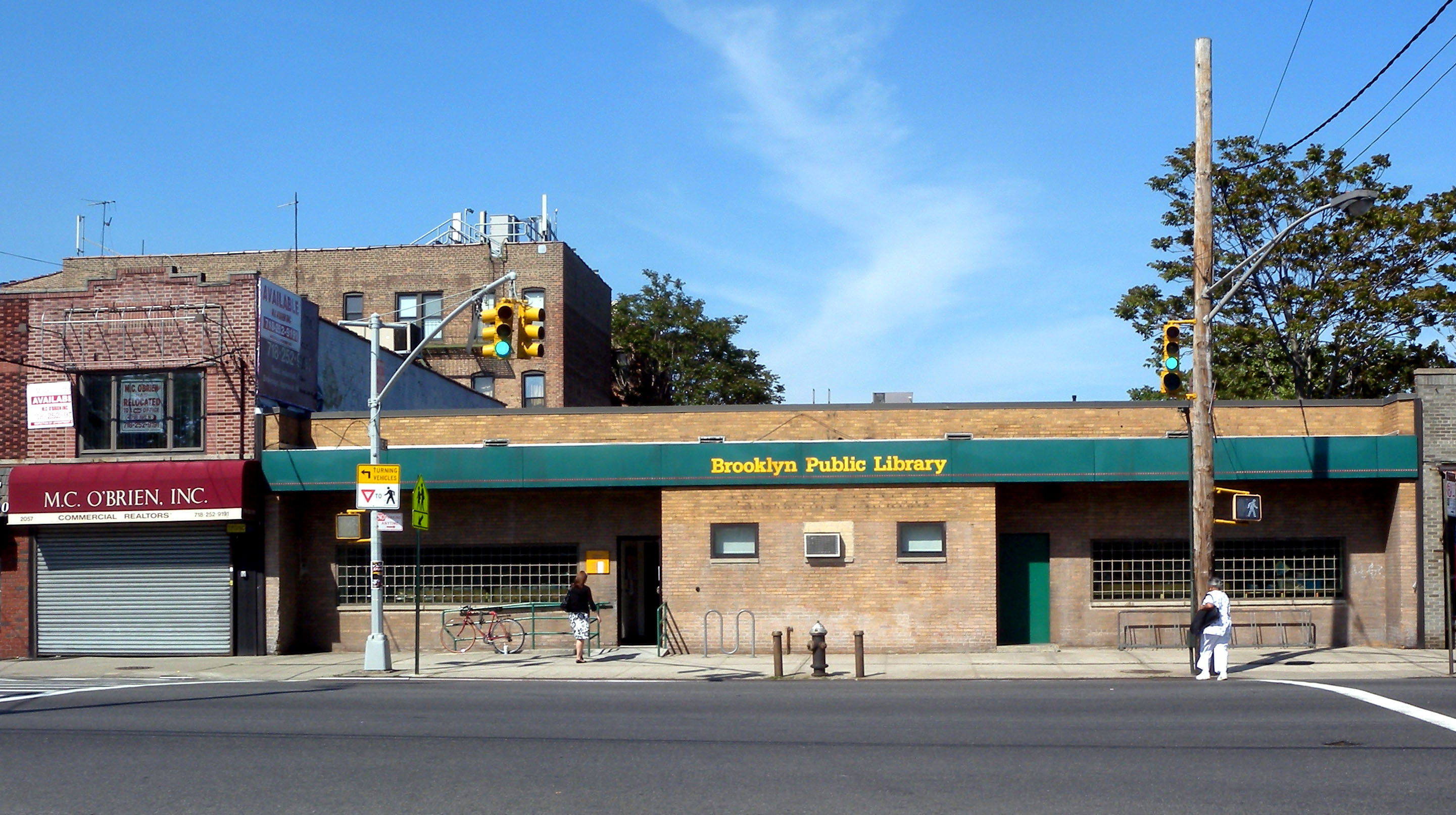
Sucursal de la Brooklyn Public Library en Flatlands.

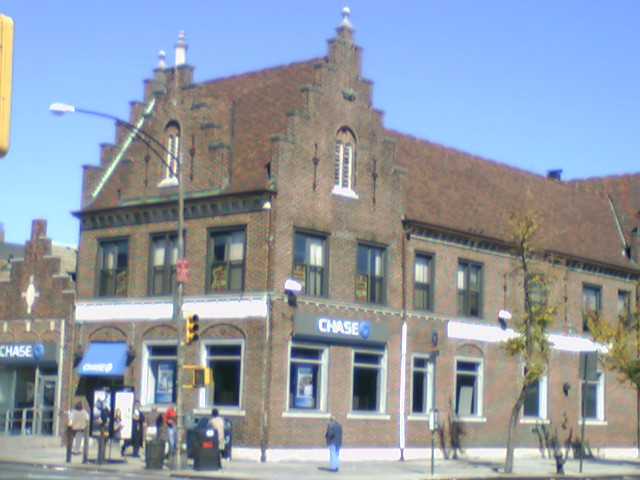
Vivienda de estilo neerlandés en Flatlands.

Flatlands es un barrio del distrito de Brooklyn en Nueva York (Estados Unidos). La zona es parte del Brooklyn Community Board 18. Uno de los cinco primeros pueblos neerlandeses en Long Island, este barrio era originalmente conocido como Nieuw Amersfoort debido a la ciudad holandesa de Amersfoort, pero el nombre fue cambiado a "Flatlands" después de los británicos conquistaran la zona (el futuro condado de Kings) en 1664. En la zona se pudieron haber asentado los valones franceses a principios de 1623, y los nativos lenapes mucho antes.
Flatlands fue originalmente una comunidad agrícola donde se cultivaba tabaco, maíz, calabaza y frijoles, y las ostras y las almejas fueron recogidas de la bahía de Jamaica. El pueblo de Flatlands fue anexado por la ciudad de Brooklyn en 1896 como 32.º distrito electoral.
Los límites del barrio están aproximadamente delimitados por la avenida Flatlands al norte, la avenida U al sur, la avenida Ralph al este y la avenida Flatbush al oeste. Flatlands es uno de los pocos barrios en Brooklyn que no cuenta con muchas líneas de metro, siendo las únicas la línea de la Avenida Nostrand en el cruce de las avenidas Flatbush y Nostrand, y la línea Brighton, conectada por autobuses de la ciudad en la avenida L y Kings Highway.
Según el censo de 2000, la población combinada de Canarsie y Flatlands es de aproximadamente 194.653 habitantes.
Hay varias estructuras históricas en Flatlands, incluyendo la Hendrick I. Lott House, construida alrededor de 1720 y una de las antiguas paradas del ferrocarril subterráneo, y la Iglesia Reformada de Flatlands. En Flatlands también está situado el Gemini Lounge, bar que Roy DeMeo, de la familia criminal Gambino, frecuentaba durante finales de los años 1970 y principios de los 1980. Hoy en día, el Gemini es una iglesia.

## Residentes notables
Chris Mullin, exjugador de baloncesto de la NBA, vivió en la 2157 Troy Avenue en Flatlands. En la primavera de 1995, Mullin regresó brevemente al barrio para saludar a miembros de su familia que aún vivían en la zona y a los niños a los que enseñó a jugar al baloncesto.